# Hochwacht Rhinsberg
Die Hochwacht Rhinsberg, auch Burgstelle Pechpfannenhüsli, war eine Hochwacht auf dem Rhinsberg südöstlich von Eglisau im Kanton Zürich in der Schweiz.

## Lage
Die Hochwacht stand am nördlichen Ende des Rhinsberg (oder gemäss Swisstopo Rhischberg) genannten Bergrückens und überblickte den Rhein mit dem Flussübergang bei Eglisau, sowie das Rafzerfeld.
Auf dem Rhinsberg ist auch eine in der späten Bronzezeit entstandene Höhenfestung rund 600 Meter südöstlich von der Hochwacht nachgewiesen⊙, die in der Landeskarte als Prähistorische Wehranlage bezeichnet ist. Weiter wird auch ein Wachtturm aus der Zeit des ein Römisches Reichs oder eine mittelalterliche Burg am südlichen Ende des Bergrückens vermutet, das als Schatzbuck⊙ bezeichnet wird.

## Geschichte
Die Anlage war Teil des von der alten Eidgenossenschaft benutzten Alarmsystems, um Truppen zu mobilisieren. In Zürich umfasste das System 23 Signalpunkte. Es wurde ab dem 17. Jh. benutzt und war bis zum Deutsch-Französischen Krieg im Einsatz.
Vom Rhinsberg aus konnten Signale mit den Hochwachten auf dem Irchel, auf dem Bachtel, auf dem Geissberg⊙ oberhalb von Zürich, auf dem Uetliberg und mit dem Lägern ausgetauscht werden.
Die Hochwacht auf dem Rhinsberg wurde 1655 mit einem festen Wachtturm versehen, der 1912 wieder aufgelassen wurde, dessen Fundamente bei archäologischen Untersuchungen in den Jahren 1925, 1938 und 1979 freigelegt wurden.